# Paraphlepsius ventosus
Paraphlepsius ventosus är en insektsart som beskrevs av Delong 1944. Paraphlepsius ventosus ingår i släktet Paraphlepsius och familjen dvärgstritar. Inga underarter finns listade i Catalogue of Life.